# Edward Rushton (Komponist)
Edward Rushton (geboren 1972 in Norwich) ist ein britischer Komponist, Pianist und Liedbegleiter. 

## Leben
Edward Rushton erhielt eine Klavierausbildung und studierte Komposition an der Chetham’s School of Music in Manchester, danach bei Robin Holloway am King’s College, Cambridge und an der Royal Scottish Academy of Music and Drama beim Komponisten James MacMillan. 
Rushton war zwei Jahre lang Korrepetitor in Münster in Westfalen und studierte 2001 bei Irwin Gage Liedbegleitung am Konservatorium Zürich. Seit 2000 unterrichtet er als Dozent das Fach Liedbegleitung und Kammermusik an der Musikhochschule Luzern. 
Er begleitete unter anderem Juliane Banse, Yvonne Naef, Lázsló Polgár und Simon Wallfisch.
Rushton hat mehrere CDs mit Liedern und Klavierwerken eingespielt. 2015 gründete er das Projekt «Besuch der Lieder», mit dem Zweck, Liederabende in Privaträumen der Schweiz zu veranstalten.
Er komponierte eine Reihe von Auftragswerken, darunter mehrere Opern.

## Preise
2020: Conrad-Ferdinand-Meyer-Preis, Zürich

## Opern (Auswahl)
- Harley. Libretto von Dagny Gioulami. Uraufführung Opernhaus Zürich, 20. November 2005
- The Shops. Libretto von Dagny Gioulami. Kammeroper für 6 Singstimmen und 10 Instrumente. UA: Bregenzer Festspiele, Juli 2007. CD-Aufnahme bei NMC.[2]
- Die fromme Helene – Eine Wilhelm-Busch-Inhalation in 17 Zügen. Libretto von Dagny Gioulami. Nach der gleichnamigen Bildergeschichte von Wilhelm Busch. Uraufführung: 11. Februar 2007, Staatsoper Hannover
- Im Schatten des Maulbeerbaums. Libretto von Dagny Gioulami. Oper in sieben Szenen für Kinder (und Erwachsene). UA: Opernhaus Zürich, Januar 2008
- Babur in London. Libretto von Jeet Thayil. Kammeroper für 5 Singstimmen und 5 Instrumente. 2011
- David. Libretto von Giovanni Netzer. UA: Müstair, Schweiz, Juni 2014
- Apartment. Libretti von Renata Burckhardt, Annalisa Hartmann, Rolf Hermann, Simona Ryser und Dagny Gioulami. Ein Musiktheater für zwei Sängerinnen, Akkordeon und Bassklarinette. UA: Theater Stok, Zürich, 21. April 2017